# أبو رائطة التكريتي
أبو رائطة حبيب بن خدمة التكريتي كان عالم لاهوت ومدافعًا عن المسيحية السريانية الأرثوذكسية في القرن التاسع.

## السيرة
لا يُعرف الكثير عن حياة أبي رائطة، ورغم أن بعض المصادر تصوره باعتباره أسقفًا لتكريت، إلا أنه لا يوجد دليل معاصر يدعم هذا. يشير أبو رائطة إلى نفسه بأنه معلم. ويبدو أن سمعته كعالم لاهوتي جعلته معروفًا جدًا لدرجة أنه اُستُدعي للدفاع عن زملائه من غير أتباع مجمع الخلقيدونية في أرمينيا.
وتذكر التقاليد الأرمنية أن الأمير آشوط مساكر الرابع استدعى أبا رائطة للدفاع عن الميافيزيين ضد التعاليم الملكية لثيودور أبو قرة الذي كان في نشاط تبشيري في أرمينيا. لم يتمكن أبو رائطة من السفر إلى أرمينيا، لكنه أرسل قريبه رئيس الشمامسة نونس النصيبي برسالة يدافع فيها عن عقيدته. وتوجد قصة أخرى تتحدث عن دخول أبي رائطة شخصيًا في مناظرة مع أبي قرة والمطران السرياني الشرقي حبيب عبد يشوع بن بهريز.
عاش أبو رائطة في الدولة العباسية، ولعله كان رئيسًا في نظام الملل المُطبق، ومن الممكن أن يظهر اسمه ابن رابطة في قائمة مترجمي الأعمال العلمية والفلسفية إلى العربية التي قدمها ابن النديم.
من المحتمل أنه توفي في تكريت في موعد لا يتجاوز عام 830 م

## الأعمال
تُعتبر كتابات أبي رائطة في معظمها جدلية وتهدف إلى تقديم إجابات على الأسئلة المطروحة حول العقائد المسيحية. ويعتمد بشكل كبير على الكتب المقدسة المسيحية والأساليب الدفاعية إلى جانب مبادئ الفلسفة الهلنستية . أصبحت أساليبه موضع تقدير كبير في الدفاعيات المسيحية اللاحقة العربية والسريانية في الشرق الأوسط.
على الرغم من عدم الاستشهاد بالقرآن أو الحديث ، فإن كتابات أبي رائطة تظهر معرفة عميقة بالإسلام.

### الفهرس
- رسالة لأبي رائطة التكريتي في إثبات دين النصرانية وإثبات الثالوث المقدس، تُعتبر من أبرز أعمال ابن رائطة وأشملها. تحتوي هذه الرسالة على ردود على الأسئلة المحتملة من المسلمين حول مسألة الثالوث. كما تقدم حججًا تدعم عقيدة التجسد، موضحةً بالتفصيل كيف أصبح الله إنسانًا، بالإضافة إلى تناول بعض الممارسات المسيحية مثل القربان المقدس والصوم.[4]
- الرسالة الأولى لأبي رائطة التكريتي في الثالوث المقدس، هي الأولى من ثلاث رسائل طلبها شخص سوري أرثوذكسي غير معروف. فقط الرسالتان الأوليان قد وصلتا إلينا.[5]
- الرسالة الثانية لأبي رائطة التكريتي في التجسد، هي الرسالة الثانية في سلسلة من ثلاث رسائل، وتتناول موضوع التجسد.[6]
- رسالة غير معروفة ضمن مجموعة من ثلاث رسائل تتعلق بالثالوث المقدس والتجسد، تظهر هذه الرسالة في قائمة قبطية لأعمال اللاهوتيين.[7]
- شهادات من قول التوراة والأنبياء والقديسين، يتضمن نصها اقتباسات قصيرة من الكتاب المقدس العبري يستخدمها لإثبات عقيدة الثالوث.[7]
- من قول أبي رائطة التكريتي السرياني أسقف نصيبين مستدلًا به على صحة النصرانية المقبولة من لدائن المبشرين بها بالإنجيل المقدس، تُعد هذه العمل أقصر أعمال أبي رائطة. وعلى عكس أعماله الأخرى، يقدم فيها أبو رائطة حججًا لصحة النصرانية استنادًا إلى قبولها العالمي دون الرجوع إلى النصوص المقدسة.[8]
- رسالة له لمن بالبحرين من نصارى المغرب، تُذكر هذه الرسالة في نهاية رسالته الثانية حول التجسد. فقط اقتباسان قصيران من هذه الرسالة متواجدان اليوم، أما بقية المخطوطة فقد تآكلت.[9]

## ملحوظات
1. 1 2  Thomas & Roggema 2009، صفحات 567
2. 1 2  Thomas & Roggema 2009، صفحات 568
3. 1 2 3  Thomas & Roggema 2009، صفحات 569
4. ↑  Thomas & Roggema 2009، صفحات 571
5. ↑  Thomas & Roggema 2009، صفحات 572
6. ↑  Thomas & Roggema 2009، صفحات 574
7. 1 2  Thomas & Roggema 2009، صفحات 576
8. ↑  Thomas & Roggema 2009، صفحات 578
9. ↑  Thomas & Roggema 2009، صفحات 580